# Airbus Helicopters H225
Airbus Helicopters H225 (ранее Eurocopter EC225 Super Puma) — пассажирский транспортный вертолет дальнего радиуса действия, разработанный компанией Eurocopter как следующее поколение вертолета Airbus Helicopters H215 (Eurocopter AS332 Super Puma). Это двухдвигательный вертолет, способный перевозить до 24 пассажиров вместе с двумя членами экипажа и бортпроводником, в зависимости от конфигурации выбранной заказчиком. Вертолет предназначен для операций на море, в частности для перевозки нефтяников на буровые платформы, перевозки VIP-пассажиров, а также для выполнения других задач, таких как проведение спасательных работ.
Гражданский EC225 имеет военный аналог, который первоначально назывался Eurocopter EC725. В 2015 году он был переименован в H225M. В 2015 году EC225 был официально переименован в H225 в связи с корпоративным ребрендингом Eurocopter в Airbus Helicopters.

## Разработка
После нефтяного кризиса 1973 года нефтегазовые компании начали разведку и добычу полезных ископаемых дальше от берега, что создало долгосрочную потребность в более мощных вертолётах, обладающих большим радиусом действия. Компания Eurocopter объявила о разработке EC225, увеличенного варианта AS332 «Супер Пума», в июне 1998 года. Принципиальными отличиями EC225 от предыдущего AS332 являются использование новой втулки несущего винта Spheriflex, новых турбовальных двигателей Turbomeca Makila 2A, также переработанный главный редуктор с учетом изменений несущего винта и  новых двигателей, а также добавление интегрированной системы отображения полета. Эти изменения привели к повышению скорости и комфорта пассажиров, а также к повышению безопасности полетов и снижению эксплуатационных расходов.
27 ноября 2000 года первый прототип совершил свой первый полет. В июле 2004 года этот тип получил сертификат летной годности Европейского агентства безопасности полетов. В декабре 2015 года H225, новое обозначение, используемое для EC225, получил сертификацию Межгосударственного авиационного комитета. Это сделало H225 первым иностранным тяжелым вертолетом, прошедшим сертификацию в России.
В феврале 2014 года Airbus Helicopters объявила на выставке Heli-Expo 2014 о разработке улучшенного варианта EC225e. EC225e имеет множество изменений по сравнению с базовым вариантом, включая новые системы авионики, такие как система предотвращения столкновений TCAS II, система автоматической идентификации и опознания, специализированная система подлёта к нефтяным платформам. Также предполагалось, что он будет оснащен улучшенным двигателем Turbomeca Makila 2B для увеличения максимальной взлетной массы EC225e на 550 кг, а также дополнительным топливным баком в заднем багажном отделении для увеличения дальности полета до 300 морских миль с десятью пассажирами на борту. Некоторые, но не все модификации могут быть установлены на существующие EC225. В том же объявлении, в феврале 2014 года, компания Lease Corporation International сообщила, что разместила заказ на 645 миллионов долларов на 15 вертолетов EC225e (вместе с 6 вертолетами Airbus Helicopters H145) в качестве стартового заказчика. В феврале 2016 года двигатель Makila 2B был исключен из конструкции EC225e в целях снижения затрат, но разработка других аспектов конструкции и авионики была продолжена.
В 2015 году Airbus Helicopters объявила на Парижском авиасалоне, что приступила к разработке преемника EC225, первоначально получившего обозначение Airbus Helicopters X6, но разработка была остановлена в начале 2018 года. Планируется, что на производственных линиях предприятия EC225 будет продолжать выпускаться как минимум до 2030 года.

## Конструкция

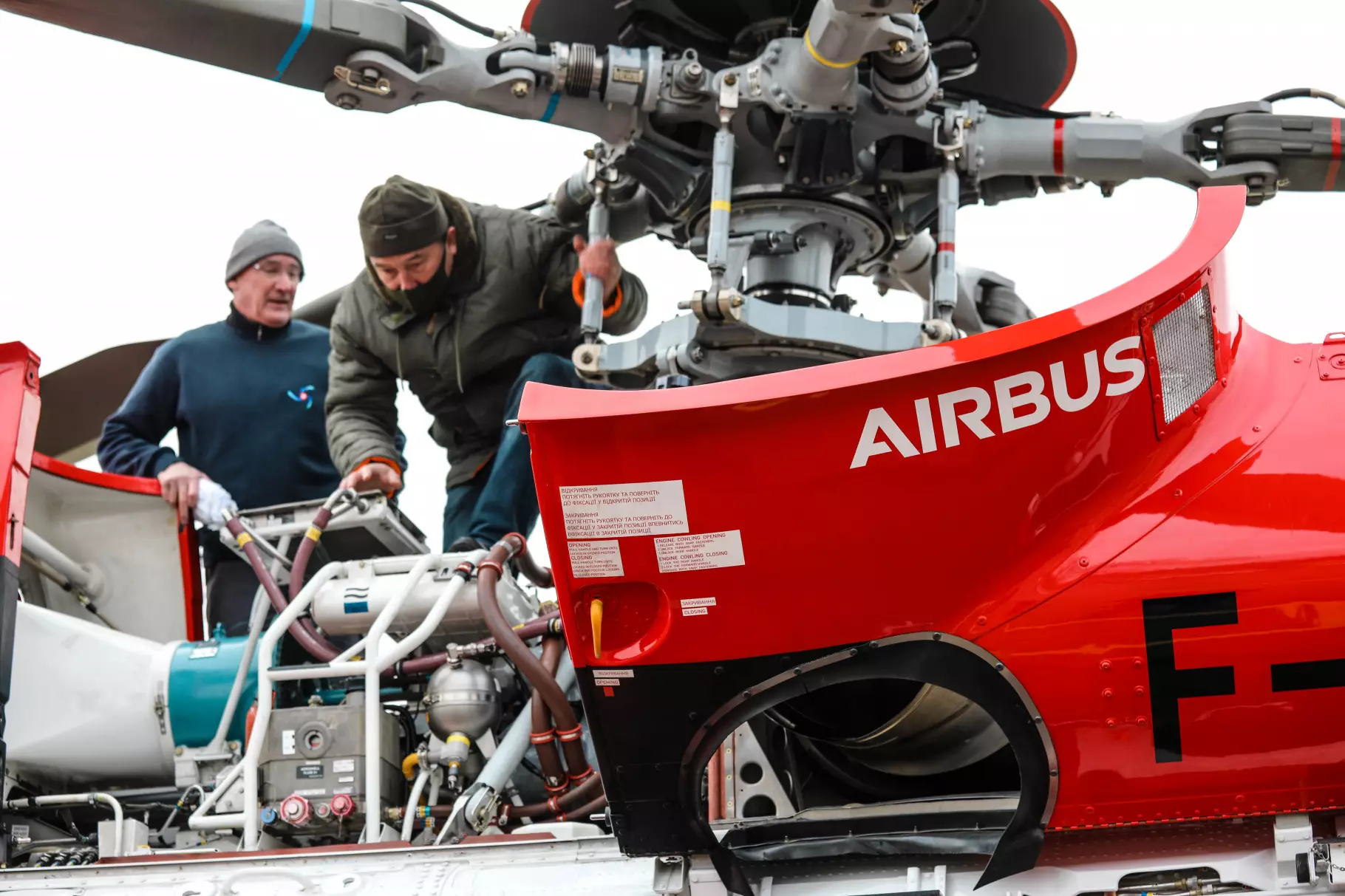
Один из двигателей Turbomeca Makila 2A1, стоящих на вертолете H225

EC225 создан на базе Eurocopter AS332L2 Super Puma, в котором была усовершенствована конструкция за счет установки пяти лопастного несущего винта и применения новой формы аэродинамического профиля фюзеляжа для снижения уровня вибрации и шума. Лопасти винтов имеют составной лонжерон и  законцовки параболической формы. Они также могут быть оснащены противообледенительной системой, позволяющей вертолету работать в очень холодном климате. Вертолет оснащен двумя турбовальными двигателями Turbomeca Makila 2A1, установленными над кабиной. Эти двигатели способны обеспечить на 14 процентов большую мощность чем двигатели установленные на AS.332 Super Puma и оснащены резервной двухканальной электронно-цифровой системой управления (FADEC) для обеспечения высокой надежности в полете. На случай выхода из строя обеих систем FADEC имеется резервная система управления работой двигателей. Система FADEC гарантирует, что мощность двигателя всегда будет находиться в пределах рабочего диапазона коробки передач. Многие механические компоненты, особенно двигатели, были спроектированы как модульные для облегчения обслуживания, а для уменьшения веса летательного аппарата, где это возможно, использовались композитные материалы.
Ключевой особенностью безопасности главной коробки передач вертолета является подсистема аварийного распыления масла, присутствующая в системе смазки коробки передач. Это решение было разработано с целью превышения требований стандарта JAR 29 по 30-минутному времени работы в случае потери давления масла в двигателях. В итоге на EC225 было продемонстрировано время работы до 50 минут. Энергопоглощающие самоуплотняющиеся топливные баки расположены в спонсонах вертолета вместе с другим оборудованием, таким как направленное вниз освещение и навигационные огни. Трансмиссия EC225 может обеспечить мощность, превышающую максимальную мощность двигателей, однако два вертолёта были потеряны в 2012 году из-за растрескивания вала с конической зубчатой передачей, компонента коробки передач. В ответ на это в 2013 году конструкция трансмиссии была изменена, а бортовая система контроля работоспособности (HUMS) была модернизирована, чтобы обеспечивать мониторинг вала трансмиссии в режиме реального времени на предмет угрозы образования трещин. Европейское агентство безопасности полетов (EASA) утвердило упомянутые выше меры 10 июля 2013 года, Управление гражданской авиации Великобритании сняло эксплуатационные ограничения в тот же день. Все это ознаменовало снятие ограничений по эксплуатации EC225 во всем мире.
Что касается оборудования кабины и авионики, EC225 оснащен полностью стеклянной кабиной с жидкокристаллическими дисплеями с активной матрицей. В их число входят четыре многофункциональных дисплея размером 6 на 8 дюймов в качестве основных приборов для вывода полетной информации, два монитора размером 4 на 5 дюймов для отображения параметров вертолета и 3-дюймовый экран, используемый как резервный. Усовершенствованная кабина вертолета и система авионики призваны снизить нагрузку на пилотов и используются для отображения информации о полете и состоянии основных систем летательного аппарата. На ЕС225 также установлен современный четырехосный цифровой автопилот. Во время обычного полета пилот программирует маршрут в вертолете, а затем просто контролирует его, в отличие от прямого непрерывного управления полетом. Установленные цифровые системы управления полетом устранили необходимость в бумажных картах. При работающем автопилоте система автоматического управления полетом предотвращает выход пилота за пределы установленного диапазона полета. EC225 продолжать полёт даже при отключенных автоматических системах летательного аппарата.  От запуска двигателя до готовности к взлету требуется всего три минуты.
В Airbus Helicopters разработали четыре основные конфигурации кабины для EC225. Пассажирский вариант вертолёта имеет ударопрочную компоновку сидений, вместимость до 19 пассажиров, а также возможность установки сидений с высокой плотностью размещения до 28 пассажиров. VIP-вариант EC225 оснащен комфортным салоном, вмещающим до 12 пассажиров и бортпроводника. В конфигурации вертолета служб скорой медицинской помощи в кабине имеются специально оборудованные места для установки шести носилок и четыре места для медицинских работников. Вертолет в конфигурации для спасательных работ позволяет разместить поисково-спасательное оборудование с местом его оператора, а также до восьми сидений для пассажиров и три места для носилок. Хотя один пилот способен управлять вертолетом при нормальных метеорологических условиях, в типовом составе экипажа включены два пилота, и, в зависимости от роли, также могут присутствовать бортпроводник или бортинженер.

## Эксплуатация

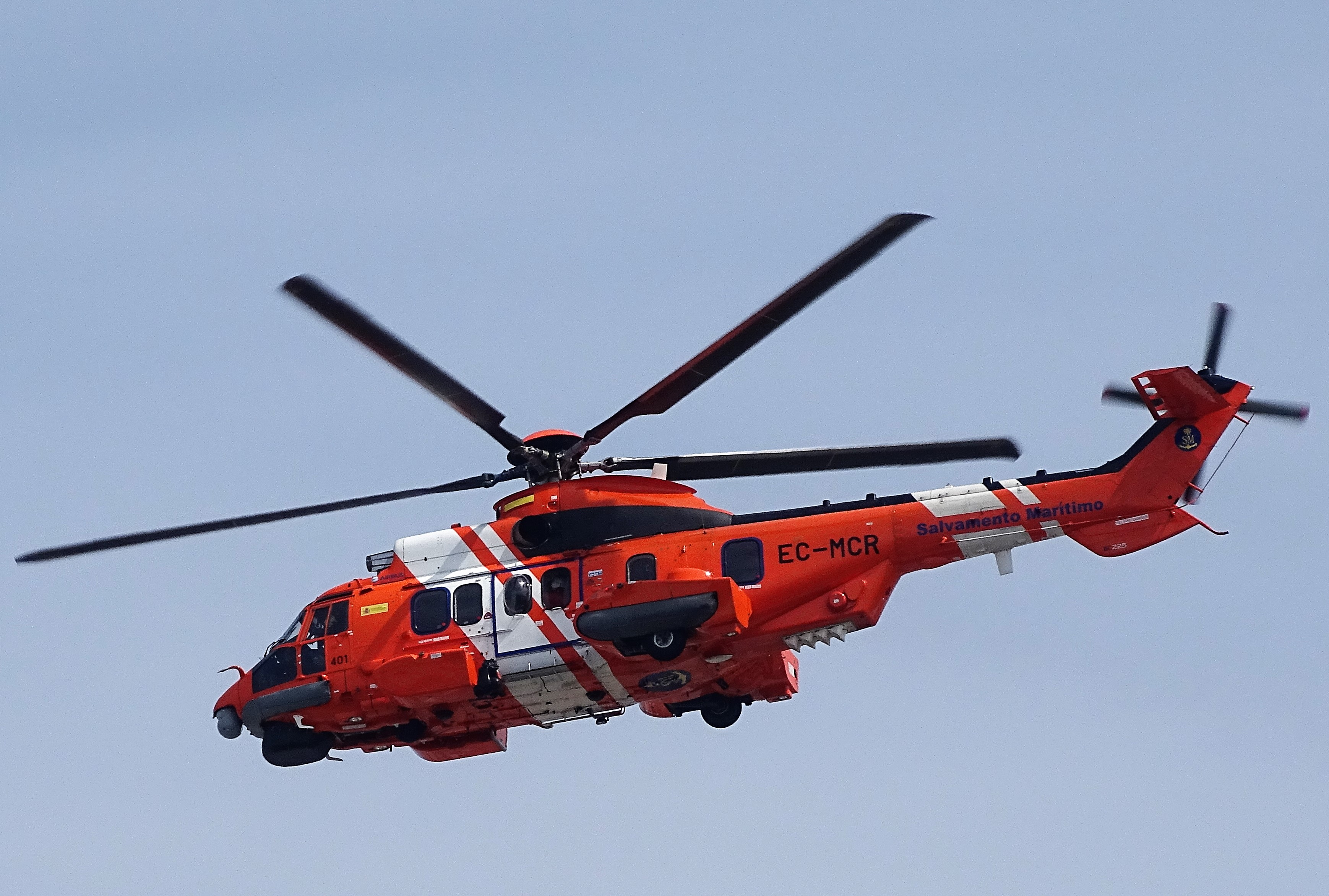
EC225 принадлежащий Агентству безопасности и спасения на море Испании

В январе 2005 года Алжир стал первым заказчиком вертолета EC225, закупившим два вертолета в VIP-варианте для обслуживания президента страны. Оба вертолета эксплуатируются Алжирской министерской группой воздушной связи (Algerian Ministerial Air Liaisons Group).
В 2009 году консорциум AirKnight предложил EC225 в качестве конкурента вертолету Sikorsky S-92, предложенному поисково-спасательным консорциумом Soteria для британской программы поиска и спасения с вертолетов (United Kingdom's Search and Rescue – Helicopter - SAR-H), чтобы заменить флот вертолетов Westland Sea King поисково-спасательных сил британских ВВС.
К 2011 году у компании CHC Helicopter был самый большой действующий парк вертолетов EC225, который к 2015 году составлял пятую часть всех летательных аппаратов компании. CHC в основном использует этот вертолет для обслуживания морской нефтегазовой промышленности, а также для поисково-спасательных операций. Еще одна веха была достигнута в 2011 году, когда Eurocopter поставила компании Bristow Group сотый серийный EC225. В марте 2013 года лизинговая компания Milestone Aviation Group разместила рекордный заказ на 30 единиц EC225.
Благодаря своей популярности как вертолета часто использующегося в морских перевозках, EC225 также широко используется в качестве морского поисково-спасательного самолета операторами, базирующимися в Норвегии, Великобритании и Австралии. Для этой цели самолеты обычно оборудуются двумя спасательными подъемниками, инфракрасной камерой переднего обзора, мощными прожекторами для поисковых работ, а также усовершенствованным автопилотом с возможностью применения автоматического зависания. EC225 также может использоваться в качестве пожарного вертолета. Летательный аппарат может быть оснащен водяным лафетным стволом, разработанным Simplex Aerospace, для тушения пожаров различной сложности в густонаселенных кварталах городов. И Япония, и Южная Корея эксплуатируют несколько летательных аппаратов, адаптированных подобным образом.
После крушения EC225 22 октября 2012 года основные операторы Super Puma в Северном море, CHC Helicopter, Bond Offshore Helicopters и Bristow Helicopters, решили остановить полеты всех вертолетов AS332 и EC225 Super Puma. 25 октября 2012 года было объявлено, что проблема, предположительно, связана с разрушением вала главного редуктора. Версии Super Puma AS 332 L1 и L2 можно было переоборудовать в более старые варианты, что позволило бы им возобновить полеты. 8 ноября 2012 года несколько «Супер Пум» компании Bond Offshore Helicopters вернулись к полетам. Приостановка полетов EC225 продолжалась и в 2013 году, после утверждения новых мер безопасности со стороны EASA, этот вертолёт постепенно возвращался в эксплуатацию после внесения изменений в конструкцию вала главного редуктора. К середине 2015 года все 49 единиц EC225, эксплуатирующихся на Северном море в Великобритании, были оснащены модернизированным вертикальным валом с конической зубчатой передачей новой конструкции, чтобы избежать повторения ситуации.
В марте 2015 года береговая охрана Японии приняла свой пятый и последний на тот момент EC225. Оборудованные для выполнения поисково-спасательных операций, они также должны использоваться для обеспечения безопасности, обеспечения мониторинга и охраны границ территориальных вод и операций по оказанию помощи при стихийных бедствиях. В дальнейшем в 2024 году Airbus Helicopters объявила о подписании с командованием Береговой охраны Японии контракта на поставку трех дополнительных вертолетов H-225. После выполнения данного контракта флот H-225 Береговой охраны Японии увеличится до 18 единиц. В рамках ранее заключенных контрактов Airbus Helicopters поставила заказчику три вертолета H-225 в декабре 2023 года и один в феврале 2024 года.  

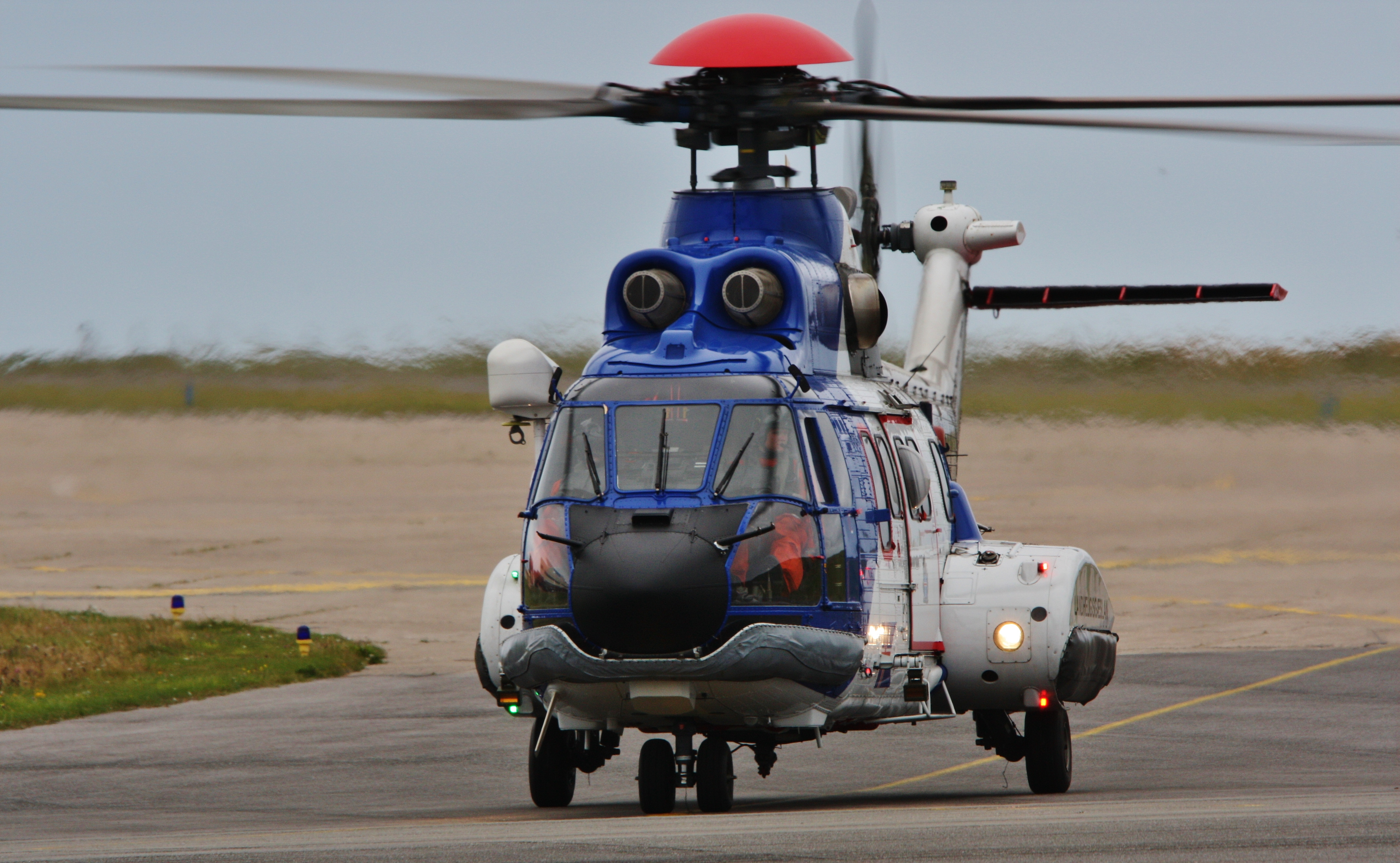
EC225 в аэропорту Самборо на Шетландских островах

В 2009 году EC225 был кандидатом на роль норвежского всепогодного поисково-спасательного вертолета (NAWSARH) на замену Westland Sea King Королевских ВВС Норвегии к 2015 году. Другими кандидатами выступали AgustaWestland AW101, Bell Boeing V-22 Osprey, NHIndustries NH90 и Sikorsky S-92. К 9 июля 2013 года претендентами остались только AW101 и EC225, а в декабре 2013 года окончательно был выбран AW101.
2 июня 2016 года, после крушения вертолета H225 в Норвегии, которое выявило потенциальную проблему безопасности вала несущего винта, EASA издало директиву по аварийной летной годности, согласно которой полеты всего парка H225 были приостановлены. В результате к июлю 2016 года полеты 80-ти процентов мирового парка этих вертолетов были остановлены, в то время как некоторые операторы, такие как вооруженные силы Франции, продолжали эксплуатировать свой флот этих машин. В октябре 2016 года приказ EASA об остановке был отменен, однако некоторые страны, в том числе Великобритания и Норвегия, предпочли сохранить эксплуатационные ограничения для этого типа. Норвежская международная энергетическая Statoil, которая эксплуатировала разбившийся вертолет H225, принадлежащий CHC Helicopter, заявила, что не вернется к использованию вертолета, даже если ограничения будут сняты. Вместо этого компания стала эксплуатировать Sikorsky S-92 для удовлетворения своих потребностей. К декабрю 2016 года отдельные операторы H225 подали три судебных иска, утверждая, что этот вертолет был продан им в неисправном состоянии из-за того, что дефект вала несущего винта был «врожденным».

## Варианты
EC225 LP
Базовый вариант, улучшенная версия Eurocopter AS332 Super Puma
EC225 F
Противопожарный вариант, оборудованный внутренними баками для сброса воды.
EC225 SAR
EC225 с инфракрасной камерой переднего обзора и сдвоенными электрическими подъемниками для всепогодных поисково-спасательных работ.
EC225e
Варианта вертолета с новым турбовальным двигателем Turbomeca Makila 2B.

## Операторы
EC225 «Супер Пума» используется для обеспечения деятельности морских нефтяных платформ, для корпоративных перевозок, правоохранительными и прочими государственными органами, а также вооруженными силами различных стран.

### Военные операторы

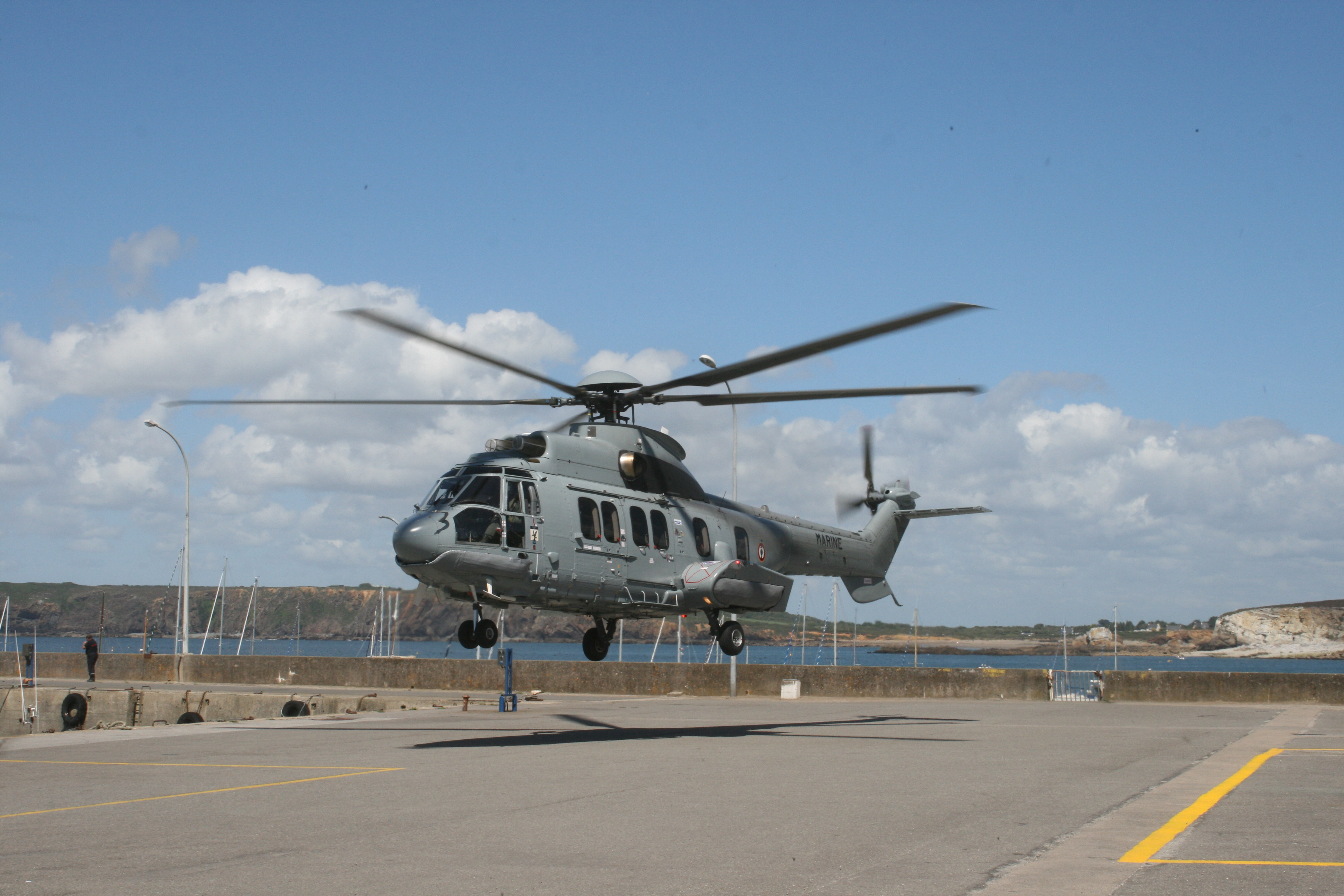
EC225 SAR авиации ВМС Франции

Ниже представлены некоторые военные операторы EC225 «Супер Пума»
 Аргентина
- Аргентинская морская префектура[35]

 Вьетнам
- Военно-морские силы Вьетнама[36]

 Китайская Народная Республика
- ВВС Китайской Народной Республики[37]

 Марокко
- ВВС Марокко[36]

 Мексика
- Авиация ВМС Мексики[36]
- ВВС Мексики[36]

 Оман
- ВВС Омана[38]

 Тайвань
- ВВС Китайской Республики[36]

 Танзания
- ВВС Танзании[36]

 Франция
- Авиация ВМС Франции[36]

### Гражданские операторы
Ниже представлены некоторые гражданские операторы EC225 «Супер Пума»
 Великобритания
- Offshore Helicopter Services[англ.][39]
- Bristow Helicopters[англ.]

 Гренландия
- Air Greenland[40]

 Китайская Народная Республика
- CITIC Offshore Helicopter[англ.][41]

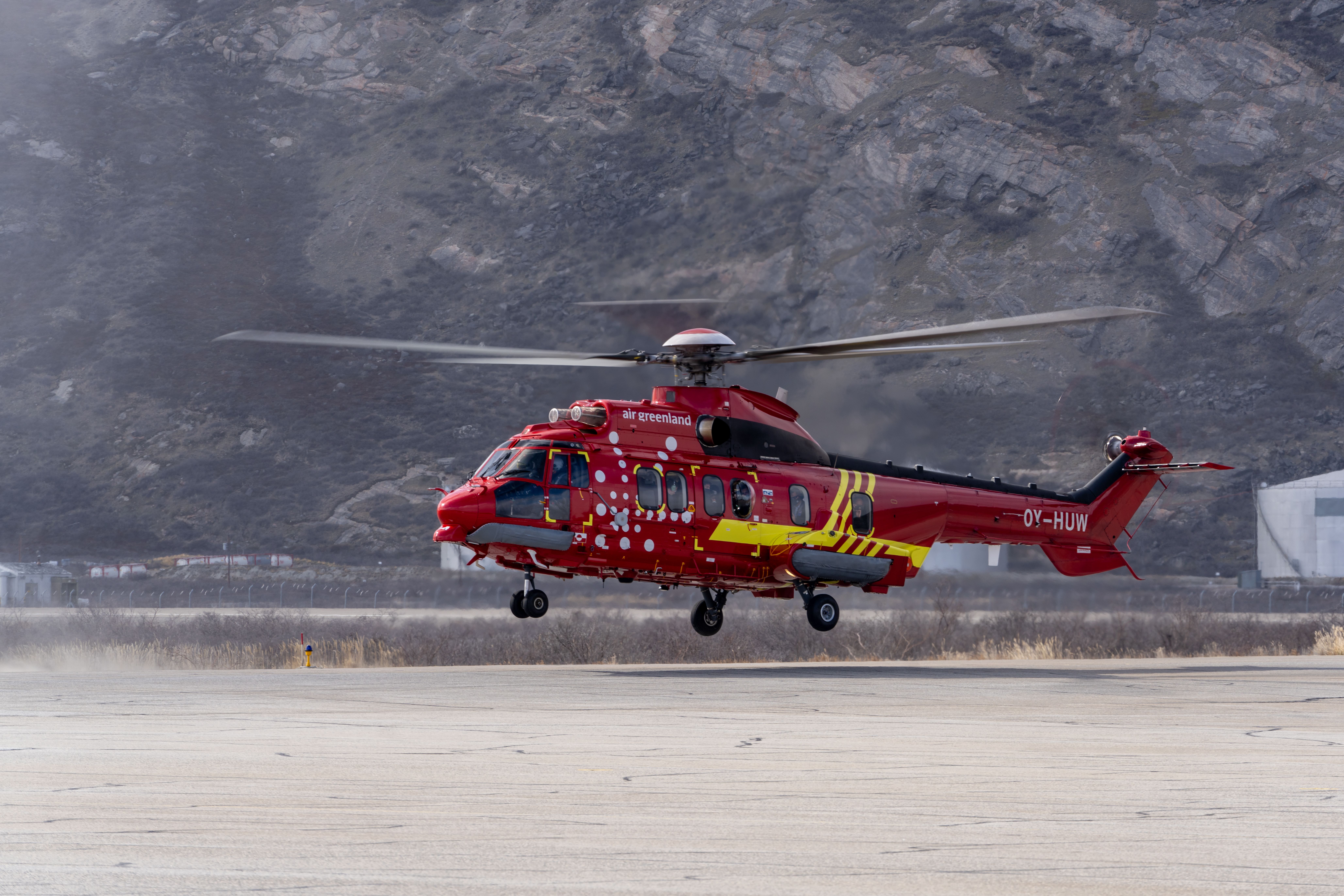
Airbus Helicopters H225 авиакомпании Air Greenland

- Министерство общественной безопасности КНР[42]
- Министерство транспорта КНР[43]

 Исландия
- Береговая охрана Исландии[44]

 Испания
- Агентство безопасности и спасения на море Испании[45]

 Малайзия
- MHS Aviation[англ.][46]

 Норвегия
- CHC Helikopter Service[англ.][47]
- Bristow Norway[англ.][48]

 Украина
- Министерство внутренних дел Украины[49]

 Япония
- Пожарный департамент Токио[50]

## Аварии и катастрофы

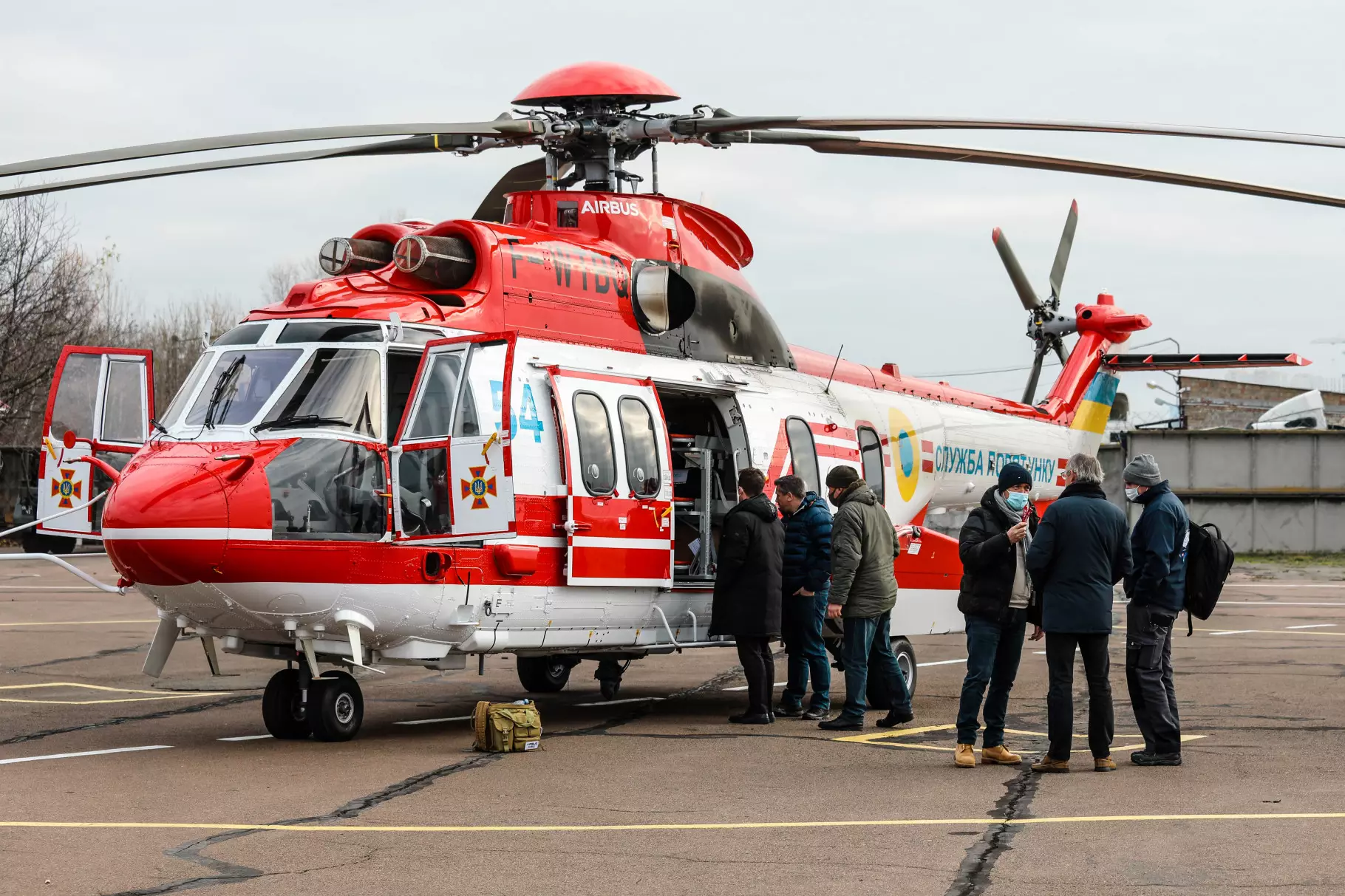
Вертолёт H225 «Супер Пума» ГСЧС Украины разбившийся 18 января 2023 года в Броварах

- Вертолёт H225 «Супер Пума» ГСЧС Украины разбившийся 18 января 2023 года в Броварах18 февраля 2009 г. вертолет EC225 (бортовой номер G-REDU), эксплуатируемый компанией Bond Offshore Helicopters, упал в воду при заходе на посадку на нефтяную платформу в ночное время. Восприятие экипажем положения и ориентации вертолета относительно платформы при заходе на посадку было ошибочным. Все 18 человек, находившихся на борту, выжили при столкновении с водой в управляемом полёте[51][52].
- 10 мая 2012 г. вертолет EC225 (бортовой номер G-REDW) совершил вынужденную посадку на воду в Северном Море после обнаружения неисправности системы смазки главного редуктора и последующего предупреждения о неисправности системы аварийной смазки. В ходе расследования, проведенного Отделом по расследованию авиационных происшествий (AAIB), была обнаружена круговая трещина на 360° на вертикальном валу главного редуктора, вблизи производственного сварного шва, что привело к отключению привода обоих механических масляных насосов[53].
- 22 октября 2012 г. вертолет EC225 (бортовой номер G-CHCN) компании CHC Scotia, затонул в Северном море в 32 милях к юго-западу от Шетландских островов по пути из Абердина на нефтяную платформу West Phoenix. Все 19 находившихся на борту были спасены. В специальном бюллетене, выпущенном Отделением по расследованию авиационных происшествий (AAIB), говорится, что основной и резервный масляные насосы не работали. Трещина на 360 градусов, обнаруженная на вертикальном валу конической шестерни коробки передач, препятствовала приведению в движение шестерен масляного насоса. Результатом этой аварии стала остановка полетов EC225 всеми эксплуатантами[24]. В обоих инцидентах 2012 года, хотя основная система смазки коробки передач вышла из строя, резервная система работала штатно, но индикатор отказа резервной системы срабатывал ошибочно из-за неправильных настроек реле давления, что привело к авариям вертолетов[54].
- 29 апреля 2016 г. вертолет EC225 (бортовой номер LN-OJF) компании CHC Helikopter Service, разбился на островке архипелага Берген по пути в аэропорт Бергена, возвращаясь с нефтяной платформы Gullfaks B в Северном море. На вертолете находились 11 пассажиров и 2 члена экипажа. Все находившиеся на борту погибли. Очевидцы сообщили, что несущий винт отделился от корпуса непосредственно перед крушением. Из-за крушения все коммерческие полеты вертолетов EC225, за исключением поисково-спасательных рейсов, были приостановлены властями гражданской авиации Норвегии и Великобритании[55][56][57]. Последующее расследование пришло к выводу, что шестерня в редукторе несущего винта вышла из строя из-за усталостной трещины, которая распространилась под поверхностью и не была обнаружена при проведении технического осмотра. В результате инцидента министерство обороны Германии также решило остановить использование 3 вертолетов AS532, используемых правительством, которые были произведены той же компанией[58].
- 18 января 2023 г. вертолет Airbus Н225 Super Puma упал вблизи местного детского сада в городе Бровары Киевской области Украины. Погибли 14 человек, из них 1 ребёнок; 25 получили ранения (из них 11 детей)[59]. По сообщениям украинских властей, вертолёт с бортовым номером 54  Государственной службы Украины по чрезвычайным ситуациям, перевозивший высшее руководство МВД Украины, разбился около 8:20 утра[59]. Во время тумана вертолёт упал между детским садом и жилым домом, после чего начался пожар на площади 500 квадратных метров[60]. Погибли все 10 находившихся на борту человек: 3 члена экипажа (сотрудники авиаотряда ГСЧС Украины) и все пассажиры — 7 человек оперативной группы МВД, включая министра внутренних дел Украины Дениса Монастырского, его первого заместителя Евгения Енина и Государственного секретаря МВД Украины Юрия Лубковича[59]. Ещё четыре человека погибли на земле, в том числе один ребёнок. 25 человек получили травмы[61]. В августе 2023 года ГБР сообщило, что следователи ведомства поминутно восстановили день аварии и расшифровали «черные ящики». По данным следствия, зимой 2023 года чиновники ГСЧС привлекли к перевозке руководства МВД Украины вертолёт, который находился на дежурстве для реагирования в случае чрезвычайных ситуаций в Киеве и Киевской области, что противоречило законодательству, так как вертолет не имел разрешительных документов на другие виды полётов. ГБР утверждает, что экипажу вертолета не было сообщено о крайне неблагоприятных погодных условиях в городе Бровары, а сам экипаж не имел допуска к полетам в сложных метеоусловиях[62].

| Дата       | Бортовой номер | Место происшествия | Жертвы   | Краткое описание |
| ---------- | -------------- | ------------------ | -------- | --- |
| 18.02.2009 | G-REDU         | Северное море      | 0/18     | Упал ночью в воду при заходе на посадку на один из нефтяных объектов в 190 км от города Абердин.                                |
| 11.03.2011 | 01022          | Сендай             | 0/0      | Разрушен во время землетрясения и цунами.                                                                                       |
| 10.05.2012 | G-REDW         | Северное море      | 0/14     | Упал в воду из-за технической неисправности.                                                                                    |
| 22.10.2012 | G-CHCN         | Северное море      | 0/19     | Упал в воду из-за технической неисправности.                                                                                    |
| 29.11.2014 | 2555/SF        | Буркина-Фасо       | 1/3      | Подробностей катастрофы нет. |
| 17.12.2014 | PR-BGR         | Campos Basin       | 0/17     | Потерпел аварию при посадке на буровую установку.                                                                               |
| 29.04.2016 | LN-OJF         | остров Turøy       | 13/13    | Техническая неисправность. |
| 13.10.2019 | JA62HC         | Иваки              | 1+0/н.д. | Во время эвакуации пострадавшего от тайфуна города оборвался трос с человеком. Женщина, которую пытались эвакуировать, погибла. |
| 29.04.2020 | F-UGSK         | Ла-Тест-де-Бюш     | 2/7      | Во время тренировки оборвался трос с двумя военными. Оба погибли.                                                               |
| 18.01.2023 | 54 синий       | Бровары            | 4+10/10  | Упал на детский сад. В результате катастрофы погибло руководство МВД Украины. 25 человек на земле получили травмы.              |

## Тактико-технические характеристики
Источник данных: Уголок неба

Технические характеристики
- Экипаж: 1-2 человека
- Пассажировместимость: 24 человека
- Длина: 19,50 м
- Диаметр несущего винта: 16,20 м
- Высота: 4,97
- Масса пустого: 5135 кг
- Максимальная взлётная масса: 11200 кг
- Силовая установка: 2 × Turbomeca Makila 2A
- Мощность двигателей: 2 × 1566 кВт

Лётные характеристики
- Максимальная скорость:  324 км/ч
- Крейсерская скорость: 278 км/ч
- Практическая дальность: 987 км
- Практический потолок: 5530 м
- Статический потолок: 2772 м